# Musée des Instruments de musique de Florence
Le musée des Instruments de musique est une partie de la galerie de l'Académie de Florence.
Ce sont les collections d'instruments du Conservatoire Luigi Cherubini, accordées sur prêt pour utilisation dans la gestion de l'Etat à partir de 1996.

## Description
Sont exposés une cinquantaine d'instruments de musique, provenant en grande partie de la collection des Médicis et de la famille des Lorraine, formée à l'ère des grands-ducs (en particulier entre la seconde moitié du XVIIe et la première moitié du XIXe siècle).
Parmi ces raretés de la musique, on trouve principalement des instruments du XVIIIe siècle, achetés par le grand-prince Ferdinand de Médicis, comme les violons, altos et violoncelles, certains d'entre eux réalisés par Antonio Stradivari (un violon ténor "Médicis", un violoncelle de 1690, un violon de 1716), ou de la prisée de violoncelle de Niccolo Amati de 1650.
Parmi les autres curiosités, on peut y admirer le clavecin de Bartolomeo Cristofori, l'inventeur du piano, et le plus ancien piano vertical connu.
Il y a aussi quelques peintures pour illustrer la culture musicale au temps des grands-Ducs de Toscane.
Afin de pallier la nature statique de l'exposition des instruments, certains ordinateurs permettent d'écouter le son des instruments exposés, et d'obtenir des informations en général sur leur histoire et sur Florence à l'époque du Grand-Duché.